# Ammine aromatiche
In chimica organica, le ammine aromatiche sono ammine con un sostituente aromatico o, equivalentemente, degli idrocarburi aromatici a cui è stato aggiunto almeno un gruppo amminico (NH2), un gruppo imminico (NH) o un atomo d'azoto. La struttura di un'ammina aromatica contiene quindi uno o più anelli benzenici. L'esempio più semplice è l'anilina.
Le ammine aromatiche sono solitamente meno basiche delle corrispettiva ammine non aromatiche. Questo perché il doppietto elettronico dell'atomo d'azoto è delocalizzato nell'anello di carbonio.
A temperatura ambiente sono liquide o solide, poco o per nulla solubili in acqua e generalmente inodori.

## Esempi di ammine aromatiche
| Aniline rappresentative |                          |            |
| Ammina aromatica        | Struttura                | Numero CAS |
| Anilina                 | Aniline                  | 62-53-3    |
| o-Toluidina             | o-toluidine              | 95-53-4    |
| 2,4,6-Trimetilanilina   |                          | 88-05-1    |
| O-Anisidina             | Anisidine                | 90-04-0    |
| 3-Trifluorometilanilina | 3-trifluoromethylaniline | 98-16-8    |
| N-Metilanilina          | N-methylaniline          | 100-61-8   |